# .ir
.ir es el dominio de nivel superior geográfico (ccTLD) para Irán.